# یاموجنین
یاموجنین (به انگلیسی: Yamogenin) با فرمول شیمیایی C۲۷H۴۲O۳ یک ترکیب شیمیایی با شناسه پاب‌کم ۴۴۱۹۰۰ است. که جرم مولی آن ۴۱۴٫۶۲ g/mol می‌باشد. 